# Заключні процеси збагачення
Заключні процеси збагачення

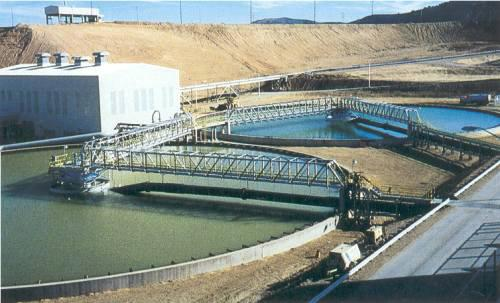
Радіальний згущувач.

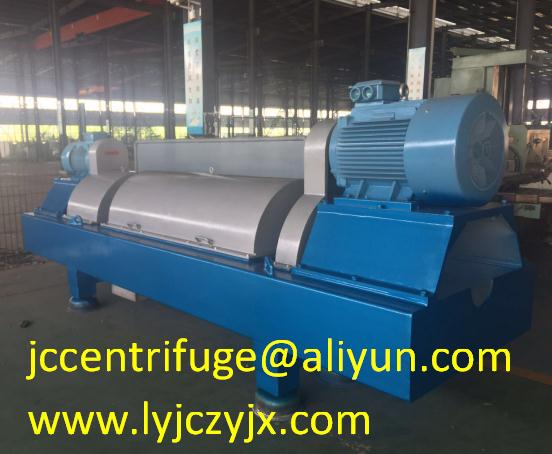
Осаджувальна центрифуга.

Заключні операції в схемах переробки корисних копалин призначені, як правило, для зниження їхньої вологості до кондиційної, а також для регенерації оборотних вод збагачувальної фабрики. Основні технологічні процеси — згущення пульпи, зневоднення і сушка продуктів збагачення. Вибір методу зневоднення залежить від характеристики матеріалу, що зневоднюється (початкової вологості, ґранулометричного і мінералогічного складів) та вимог до кінцевої вологості. Часто необхідної кондиційної вологості важко досягти за одну стадію, тому на практиці для деяких продуктів збагачення використовують операції зневоднення різними методами в декілька стадій.
Сьогодні для зневоднення продуктів збагачення використовують методи дренування (грохоти, елеватори), центрифугування (фільтрувальні, відсаджувальні і комбіновані центрифуги), згущення (згущувачі, гідроциклони), фільтрування (вакуум-фільтри, фільтр-преси, гіпербарфільтри) і термічного сушіння (барабанні сушарки, парові трубчаті сушарки). З метою підвищення ефективності зневоднення використовують флокулянти, коагулянти, реагенти–гідрофобізатори тощо.
Для знепилення повітря на збагачувальних фабриках застосовують різноманітні фільтри, а для грудкування — гранулятори, брикетні преси, екструдери тощо.
Сукупність машин, апаратів, споруд та транспортних і допоміжних засобів для вловлювання, згущення і зневоднення шламів та прояснення оборотної води, як правило, виділяють у окремий виробничий підрозділ (цех або відділення) збагачувальної фабрики — водно–шламове господарство.